# Pokal Kongsberg
Pokal Kongsberg je bilo vsakoletno tekmovanje v smučarskih skokih, ki so ga organizirale alpske države, Francija, Italija, Švica, Zahodna Nemčija, Avstrija in Jugoslavija, med letoma 1953 in 1976. Čeprav so pokal za zmago lahko osvojili le skakalci iz držav, ki so tekmovanje organizirale, pa so sodelovali tudi najboljši skakalci iz ostalih držav, tekme pa so potekale pred več kot deset tisoč gledalci. Finska skakalca Pentti Heino (1953) in Matti Pietikäinen (1954), češkoslovaški skakalec Jiři Raška (1968) in vzhodnonemški skakalec Hans-Georg Aschenbach (1971) so zmagali, toda niso prejeli pokala Kongsberg. Najpogosteje je tekmovanje gostila Jugoslavija, kjer je po dvakrat potekalo na šišenski skakalnici na Galetovem v Ljubljani, ko sta tudi edini slovenski zmagi dosegla Janez Polda in Marjan Pečar, ter planiških skakalnicah Normalna Bloudkova skakalnica in Bloudkova Velikanka. Najuspešnejši tekmovalci so Josef Bradl, Heini Ihle, Nilo Zandanel, Henrik Ohlmeyer in Walter Steiner, ki so zmagali po dvakrat.

## Zmagovalci
| Leto | Prizorišče             | Skakalnica                    | Zmagovalec         | Ekipno          |
| ---- | ---------------------- | ----------------------------- | ------------------ | --------------- |
| 1953 | Unterwasser            | Säntisschanze                 | Josef Bradl        | Avstrija        |
| 1954 | Gallio                 | Trampolino di Pakstall        | Josef Bradl        | Avstrija        |
| 1955 | Ljubljana              | Skakalnica na Galetovem       | Janez Polda        | Avstrija        |
| 1956 | Chamonix               | Tremplin aux Bossons          | Walter Habersatter | Avstrija        |
| 1957 | Zell am See            | Köhlergrabenschanze           | Otto Leodolter     | Avstrija        |
| 1958 | Garmisch-Partenkirchen | Olympiaschanze                | Max Bolkart        | Avstrija        |
| 1959 | Gstaad                 | Skakalnica Gstaad             | Nilo Zandanel      | Avstrija        |
| 1960 | Cortina d’Ampezzo      | Skakalnica Cortina            | Albin Plank        | Avstrija        |
| 1961 | Ljubljana              | Skakalnica na Galetovem       | Marjan Pečar       | Avstrija        |
| 1962 | Bischofshofen          | Paul-Ausserleitner-Schanze    | Heini Ihle         | Zahodna Nemčija |
| 1963 | Titisee-Neustadt       | Hochfirstschanze              | Georg Thoma        | Zahodna Nemčija |
| 1964 | Ruhpolding             | Zirnbergschanze               | Nilo Zandanel      | Italija         |
| 1965 | Chamonix               | Tremplin aux Bossons          | Henrik Ohlmeyer    | Zahodna Nemčija |
| 1966 | Ponte di Legno         | Trampolino Corno d’Aola       | Henrik Ohlmeyer    | Zahodna Nemčija |
| 1967 | Garmisch-Partenkirchen | Olympiaschanze                | Gilbert Poirot     | Avstrija        |
| 1968 | Planica                | Normalna Bloudkova skakalnica | Jiří Raška         | Avstrija        |
| 1969 | Murau                  | Hans-Walland-Großschanze      | Hans Schmid        | Avstrija        |
| 1970 | St. Moritz             | Olympiaschanze                | Heini Ihle         | Švica           |
| 1971 | Planica                | Normalna Bloudkova skakalnica | Walter Steiner     | Avstrija        |
| 1972 | Trbiž                  | Fratelli Nogara               | Reinhold Bachler   | Avstrija        |
| 1973 | Murau                  | Hans-Walland-Großschanze      | Walter Steiner     | Švica           |
| 1975 | Planica                | Bloudkova Velikanka           | Anton Innauer      | Avstrija        |
| 1976 | Planica                | Bloudkova Velikanka           | Hans Wallner       | Avstrija        |